# Sośnia
Sośnia – wieś w Polsce, położona w województwie podlaskim, w powiecie grajewskim, w gminie Radziłów.
W latach 1975–1998 wieś administracyjnie należała do województwa łomżyńskiego.
W lipcu 1944 wieś została przez Niemców wysiedlona. Rozebrano cześć budynków i użyto do budowy okopów. W trakcie akcji hitlerowcy zamordowali rodzinę Tomasza Borowskiego (6 osób).